# Pétervári Zsolt
Pétervári Zsolt (Veszprém, 1983–) magyar közgazdász, politológus, publicista, író, szerkesztő.

## Tanulmányai
Tanulmányait a veszprémi Lovassy László Gimnáziumban (2001.) és a Miskolci Egyetemen (2007.) végezte, utóbbi intézményben kommunikáció szakirányú politológus fő szakja mellett történelem, pedagógia és közgazdaságtan szakos tanulmányokat is folytatott.

## Családi háttere, felmenői
Anyai ágon kuláknak minősítve korábbi tetemes vagyonából kisemmizett sváb származású bakonyi középbirtokos család leszármazottja. A második világháború utáni kitelepítésüket követően életüket a nulláról újrakezdeni kényszerülő németajkú nagyszülei egész életükben gazdálkodó életmódot folytattak. Családja ezen ágán felmenői között éppúgy fellelhető többek között a Magyar Katolikus Lexikonban máig jegyzett, az előző századfordulón a Budapesti Egyetem bölcsészkarát végzett pannonhalmi bencés szerzetes és egyházi folyóiratszerkesztő (Gábriel Gotthard István, OSB), miként a második világégés előtt az Angolkisasszonyok budapesti Sancta Maria Intézetében végzett nagy-nagy néni, Veszprém megyei közigazgatási főtisztviselő, hozzávetőlegesen féltucatnyi idegennyelven tárgyalóképes győri IBUSZ kirendeltség-vezető, valamint pápai iskolaigazgató is. A később birtokvesztéssel sújtott anyai nagyapja a második világégés során a német hadsereg tisztjeként szolgált, majd a nyugati fronton megsebesülve amerikai hadifogságba esett. Többek között az évszázadokon át a Bakonyalján élő középbirtokos sváb felmenőinek is emléket állít a Nemzeti Kulturális Alap és a helybeli Német Nemzetiségi Önkormányzat közös kiadásában 2023-ban megjelent Szülőföldünk Bakonyszűcs c. helytörténeti kiadvány. Apai nagyszülei Budán élő - aktív korukban a fővárosi nagyvállalati szférában különféle adminisztratív beosztásokat ellátó - középpolgárok voltak. A szájhagyomány útján máig megőrzött családi legendárium tanúsága szerint a tót-morva származású apai nagyanyja (Ziska Anna) révén egyenes ágú felmenői között tudhatja a középkorban máglyahalált lelt - a történelemkönyvek lapjain huszita vezetőként szereplő - Jan Zizka hadvezért. Szülei pályájuk során műszaki értelmiségiek voltak, akik másfél évtizeden keresztül tevékenykedtek a fővárosi mélyépítő vállalatnál többek között a metróépítési projektek előkészítését, valamint a belvárosi gázhálózat-bővítési program megvalósítását végezve. Szülei a '80-as évek elején a születése előtti évben Zuglóból költöznek Veszprémbe a helybeli ingatlankezelő vállalatnál folytatva pályájukat. Az azóta is a dunántúli megyeszékhelyen élő - hivatástudatos munkavégzéséért a korabeli igazságügy-miniszter által minisztériumi díszfogadás keretében köztisztviselői érdeméremmel saját kezűleg kitüntetett - igazgatási szakvizsgázott édesanyja a rendszerváltozást követően a helyi Megyeházán működő Veszprém Megyei Kárpótlási Hivatal főmunkatársaként tevékenykedett nyugdíjazásáig. Meglehetősen korán eltávozó apja az építőipari szférában tevékenykedett egészen elhunytáig. A nála közel hét esztendővel idősebb (férjhez menetelétől fogva a Káli-medencében élő) nővére műszaki informtikai és gazdasági területen szerzett diplomái átvételétől fogva zömében a multinacionális szférában áll alkalmazásban HR-menedzserként. Az anno egy (később Kossuth-díjban is részesülő)  nagysikerű zenekar alapításában is közreműködő, a művészeti életet háta mögött hagyva a Balaton-felvidéken fekvő birtokára visszavonuló sógora tőzsdei befektetésekre specializálódott magánvállalkozó, valaha Nyugat-Európa szerte gyakorta turnézó komolyzenei előadóművész.

## Fiatalkori évei
Pétervári Zsolt általános iskolai és gimnáziumi tanulmányait szülővárosában végezte. Eleinte a helyi piarista gimnázium hallgatója volt, ahol hamar megmutatkozott humán beállítottsága, ugyanis önszorgalomból az előírt egyhez képest három fakultációs tárgyat vett fel (történelem, magyar, hittan). Ezen intézmény falai között látta először nyomtatásban a nevét az iskolaújság szerzőjeként. Az iskolai terjesztésű lapban egy akkortájt a megyei könyvtárban végzett kutatómunkája folytán alkotott hosszabb lélegzetvételű helytörténeti írásával debütált. Ezt követően az országosan sokkal elismertebb Lovassy László Gimnáziumban folytatta tanulmányait, ahol 2001-ben érettségit tett. Mélyen hívő emberként választott érettségi tárgya a hittan volt; eleinte plébániai, majd gimnáziumi keretek között hétesztendős korától kezdve folyamatosan részesült hitoktatásban. Családi indíttatásából kifolyólag 14 éves koráig keresztségben, elsőáldozásban és bérmálásban egyaránt részesült.
Középfokú tanulmányaival párhuzamosan az ELTE-BTK és a Rubicon történelmi folyóirat közös szervezésű történelmi mesterkurzusának hallgatója volt hétvégenként Budapesten. Az érettségi évében – tekintettel arra, hogy eredményei alapján évfolyamelső volt történelemből – a felvételi eljárás alól mentesítve előfelvételt nyert a Károli Gáspár Református Egyetem okleveles történész szakára, azonban munkavállalási célból nem kezdi meg azonnal felsőfokú tanulmányait, hanem egy évet halaszt. 2002 nyarán – a szakon a második legjobbnak bizonyuló írásbelijének köszönhetően – a szóbeli felvételi vizsga alól mentesülve soron kívül felvételt nyert az egri hittudományi főiskola hittan-történelem szakpárjára. Azonban tanulmányait ezen intézmény helyett a felvételi eljárás során általa korábban első helyre rangsorolt - akkortájt tudományegyetemnek minősülő - Miskolci Egyetemen kezdi meg egyazon év őszétől a politológia-történettudomány szakpár keretében. Ahol végül első diplomáját átvéve öt esztendővel később okleveles politológus képesítést szerez. Még negyedéves egyetemista, amikor 2006 januárjában felvételt nyer a Magyar Demokrata Fórum (MDF) Országos Hivatala Sajtóosztályára. A 2006 tavaszán a konzervatív párt számára sikerrel záruló országgyűlési kampány során a kampánystáb tagja. A kommunikációs részleg munkatársaként a fővárosban lévő országos pártközpontban a frakciótagok és a pártelnökség számára készít napi sajtószemléket és időszaki háttérelemzéseket ösztöndíjas szakértőként negyedéves és végzős egyetemistaként. Diplomázását követően - mindvégig megőrizve pártonkívüliségét – főállásban az MDF pártalapítványaként működő Antall József Alapítvány kutatójaként tevékenykedik. Ebbéli beosztásában éri a 2008 őszén kirobbanó globális világgazdasági krízis, melynek előjeleit az amerikai jelzálogpiaci válság piaci analízisét elvégezve nagy pontossággal prognosztizálja belső elemzéseiben és nyilvános publikációiban egyaránt. Az ekkorra már többször nagy olvasottság mellett közreadott kutatási eredményeire felfigyelt 2009-ben az akkortájt már nagybeteg – magyar származású emigránsként Svájcban nagyvállalkozóvá váló - Dr. Dóry Béla. Az elismert közgazdász-vállalkozó számos alkalommal személyesen kérte ki Pétervári Zsolt szakvéleményét az éppen átstrukturálás alatt álló befektetési portfóliója átalakítása vonatkozásában, melynek apropóján svájci otthonába és budapesti rezidenciájába egyaránt többször meginvitálta a fiatal kutatót.
Pétervári Zsolt fiatalon bekapcsolódott a hazai vállalkozói életbe. A családi legendárium szerint már kisiskolásként is jószerivel mindenből bevételt tudott generálni: alsó tagozatos éveiben lejárt zsebnaptárakat értékesített osztálytársai körében, majd felső tagozatosként több általa készített plakátokkal és szórólapokkal marketingelt garázsvásárt szervezett lakókörnyezetében megunt gyerekjátékai értékesítése céljából, mely tranzakciókból életkorához képest komoly árbevétele származott. Már gimnáziumi és egyetemi évei alatt is aktívan tevékenykedett a vállalkozói szférában, ugyanis ekkortájt egy évtizeden keresztül aktív részese volt egy családi barátjukkal közösen vitt Balaton parti családi vállalkozás működtetésének afféle mindenesként. Innentől fogva egészen napjainkig a Balaton közelsége meghatározó az életében. A szóban forgó helybeli cég – illetve annak jogelődje - üzemeltette 1986-tól kezdődően a Balaton-felvidék legrégebbi (és sokáig egyetlen) éjjel-nappal üzemelő melegkonyhás kiséttermét. A Ravioli elnevezésű vendéglátóipari egység Balatonalmádi centrumában - az akkortájt közkedveltségnek örvendő Wesselényi Strandon – működött a 2008-as világgazdasági krízis kirobbanásáig. A lokációban azon időszakban ritka különlegesség gyanánt a partmenti sétány és a strand felé egyaránt rendelkezett terasszal és kiszolgálópulttal. A vállalkozás ezen főtevékenysége mellett a turisztikai főidényen kívüli évszakok során antik bútorrestauráló műhelyt működtetett Balatonfüreden, valamint ahhoz kapcsolódóan egy egész éves nyitvatartású ajándékboltot is tulajdonolt Balatonalmádi belvárosában. Utóbbi üzlethelyiségben jelentős mértékben saját kézműves termékeit értékesítette a cég. A tradicionális kézműipari manufaktúra szakemberei által restaurált antik bútorokból álló szállítmányok többnyire osztrák, német, svájci régiségpiaci viszonteladó partnerek felé kerültek kiszállításra és értékesítésre, mely vállalkozások általában amerikai reexportra szánták azokat. Pétervári Zsolt régiségpiac iránti érdeklődése még a vállalkozói éveket megelőző gyermekkorából datálódik, ugyanis felső tagozatos általános iskolás korától fogva ifjúsági tagja volt a Magyar Bélyeggyűjtők Országos Szövetségének (MABEOSZ) járatva a szervezet hivatalos lapjaként kiadásra kerülő Filatéliai Szemlét. Rendszeresen látogatta a megyeszékhelyen működő csoportfoglalkozásokat, valamint rendszeres résztvevője volt a szövetség szervezte országos bélyegismereti versenyeknek és a budapesti székházban a MABEOSZ keretei között akkortájt havi rendszerességgel megtartott bélyegaukcióknak általános iskolás és gimnazista korában. Komoly nemzetközi bélyeggyűjteményt hozott létre egyetemista korára, melyet máig őriz. Napjainkra a világ szinte minden országából rendelkezik antik bélyegekkel, illetve bélyegkülönlegességekkel. Emellett Pétervári Zsolt a gyerekkora óta könyvritkaságokat is gyűjt, e hobbija folytán jelenlegi házikönyvtára mintegy kétezer kötetre tehető. Ebbéli vállalkozási tevékenységét Pétervári Zsolt diplomaszerzését követően függesztette fel, amikor Budapestre költözve politológiai szakterületének megfelelő – fentebb részletekbe menően bemutatott - státusban helyezkedett el. Pétervári Zsolt korábban (a Balaton-régióban fiatalon felépített vállalkozói életpályáját maga mögött hagyva)  2007 nyári diplomázását követően - legalábbis a politikatudományi szakma vonatkozásában - pályakezdőként mindössze egyetlen esztendő alatt a fővárosi elemző szcéna elismert szakértő tagjává vált. Még 2007 őszén önerőből a Rózsadombra költözött, majd egy évre rá egy kiemelkedően közhasznú nemzetközi alapítvánnyal kialakított üzleti társulás keretében élete legelső reprezentatív irodáját is e lokációban alakította ki.

## Média-szereplései és közírói tevékenysége
2003 áprilisa óta publikál; eleinte a Századvég Kiadónál megjelenő Köz-Politika c. folyóiratban, majd 2008-tól kezdve leginkább az Élet és Irodalomban, a Beszélőben, a HVG-ben, a Képes Újságban, valamint az Új Egyenlítő folyóiratban. Emellett időnként a Világgazdaság, a Stop.hu, a Gondola, valamint a Hírextra is közöl elemzéseket tőle ebben az időszakban. 2007 és 2012 között rendszeres szereplője az országos média piacvezető elemző műsorainak (pl. ATV – Tét, Klub Rádió – Kontra és Hetes Stúdió, Info Rádió- Aréna, Lánchíd Rádió – Sprőd, Echo TV – Napi Aktuális, Kossuth Rádió – 180 Perc, Duna TV – 6-tól 8-ig). Munkásságáról ekkortájt hírt ad a Népszabadság Online, addig megjelent írásaira többször felhívja a figyelmet a Vasárnapi Hírek c. hetilap, valamint fiatal életkora ellenére életútinterjút készít vele a 168 Óra c. hetilap szintén 2008-ban. 2007 ősze és 2008 ősze között rovatvezetőként csatlakozott az egykori Esti Hírlap újraalapítását célzó médiakezdeményezéshez. A hazánk egyetlen esti kiadású print napilapjának újbóli piaci bevezetését célzó projekt ugyan kezdetben független sajtófórumként életképesnek bizonyult, azonban a sikeresnek induló törekvést a 2008 őszi globális pénzügyi válság fenntarthatatlanná tette. Még abban az évben az Echo TV-ben az MDF alapító elnökségi tagjai társaságában az ő korábban publikált tanulmánya alapján értékelték a rendszerváltó kormányzat teljesítményét az Elátkozott Szabadság c. elemzőműsor keretében. A 2008-ban bekövetkező kormányválság során elemzői interjút készít vele a Portfólió gazdasági portál és az Info Rádió. 2008 közepe és 2009 tavasza között hazánkban elsőként napi rendszerességgel jelentkező (Belpolitikai Napló címet viselő) elemzőrovat alapítója és állandó szakértő tagja volt a Klub Rádióban. 2009-ben a Képes Újság hetilap aktuális c. rovatának volt a rovatvezetője, mely időszakban több neves szerző sorában mintegy félszáz saját elemzését is közli a lap. Hazánkban elsőként adott közre (még 2013-ban) egy átfogó elemzést a hazai parlamenti pártoligarchia holdudvarában akkor már bő fél évtizede előkészítés alatt álló paksi atomerőmű-beruházásról (az írást az ÉS közölte). 2017-2018-ban a Kortárs folyóiratban publikál (lásd – Szépirodalmi tevékenysége c. alpont). Az ezt követő években írásait leginkább a Kortárs folyóiratban, az Azonnali.hu hírportálon és az Athenæum Konzervatív Szemlében adja közre. 2020-tól az Athenæum Konzervatív Szemle főmunkatársa. 2022-től a Magyar Hüperión – a jobboldali értelmiség folyóirata c. periodika, a Magyar Hang Online, valamint a Piac & Profit szerzője. Több publikációját szemlézte a Mandíner hírportál és a Világgazdaság Online. Nevének Google-találatai napjainkban mintegy 28.500 darabot számlálnak, ami rávilágít e médiaszemélyiség valamikori mértékadó közéleti szerepére. Pétervári Zsolt Élet és Irodalomban közreadott közpolitikai írásait többször élő adásban szemlézte a Hír TV Vezércikk c. elemző háttérműsora.

## Szaktanácsadói, menedzseri és antikorrupciós munkássága
2007 őszén az Európai Néppárt meghívására az Európai Parlamentben az Antall Alapítvány kutatójaként brüsszeli tanulmányúton vett részt egy – főként parlamenti szaktanácsadói beosztásokban tevékenykedő – kommunikációs szakemberekből álló szakértői delegáció tagjaként. 2006 és 2014 között szakmapolitikai elemzőként tevékenykedik több kutatóintézet és szellemi műhely tagjaként (Méltányosság Politikaelemző Központ – vezető elemző, Antall József Alapítvány – kutató, majd kutatási igazgató; Országgyűlés Hivatala több szakbizottsága – külsős szakértő). Ekkortájt főként kortárs ideológiakutatásai révén válik (el)ismert elemzővé. 2007 és 2009 között a fővárosi mérsékelt értelmiséget integráló Deák Ferenc Közéleti Klub (DKK) sajtófőnöke. 2009 őszén a Szociális Kártya bevezetése és elterjesztése érdekében létesült projekttársaság szaktanácsadója, a vonatkozó nemzetközi irányadó gyakorlatok alapján kialakított monoki mintaprogram koncepciójának egyik kidolgozója. Az általa tulajdonolt tanácsadócég készítette el a 2011-ben elfogadott új alaptörvénnyel szembeni egyetlen alternatív alkotmánykoncepciót, melynek középpontjában az ökoszociális állammodell, valamint a magyar történeti alkotmány és a kétkamarás országgyűlés állt (a kodifikált koncepciót független országgyűlési képviselőként – a volt házelnök – Szili Katalin terjesztette a parlament elé). A szóban forgó alkotmánytervezetet egy magyar parlamenti delegáció részletekbe menően mutatta be az Európai Parlamentben 2011 februárjában. Az eseményről a köztelevízió híradója főműsoridőben hírt adott. 2010-2013 között számos országos nagymintás reprezentatív bázison készülő piackutatás módszertani kialakítása terén az akkortájt belföldön piacvezetőnek minősülő Szonda Ipsos szakmai partnere. Ezen együttműködés keretében többek között az atomenergia használatának hazai lakossági megítélését kutatja, valamint hiánypótló politikai értékrendkutatás terén működik közre ebben az időszakban. 2006 tavasza és 2014 nyara között két parlamenti cikluson keresztül a fentiek mellett önálló politikai tanácsadói tevékenységet is folytatott, mely egymaga felépített praxis keretében számos miniszter, több közjogi méltóság, parlamenti és közgyűlési frakcióvezető, országgyűlési képviselő és városvezető tartozott állandó ügyfélkörébe. E tanácsadócég érdekeltségi körébe tartozott - számos országos lefedettségű és online médiafelületen túlmenően  - Budapest belvárosában két irodaház résztulajdonosi portfóliója is, mely ingatlanok üzemeltetése is a szóban forgó vállalkozás végezte.
2011-2013 között a Budapest belvárosában a Jászai Mari tér tőszomszédságában működő, az Újpesti rakpart irányában a Dunára nézvést örökpanorámás terasszal és kirakattal rendelkező Part Caffe résztulajdonosa és társügyvezetője. A képzőművészeti kiállításoknak, klubszerű élőzenei rendezvényeknek és felolvasóesteknek gyakorta otthont adó művészkávézó arculati és üzleti koncepcióját kialakító és megvalósító szakmai stáb vezetője.
2013-tól kezdődően több éven keresztül az Ipari Park Tanács kínai tagozatának elnöke (Zhu Yun Ping) személyes felkérésére számos angol nyelvű országbemutató szakanyagot készít Kínában rendezett gazdasági fórumok akkreditált résztvevői számára a hazánkban rejlő gazdasági lehetőségek népszerűsítése céljából.
Ezt követően csatlakozik a 2008-as világgazdasági válság során termelését végleg befejező Pécsi Bőrgyár Zrt területén reorganizációs ingatlanfejlesztések megvalósításába fogó projekttársasághoz. A Pécs belvárosban 2,6 hektáron elterülő részben ipari műemléknek minősülő, részben helyi védettséget élvező telephely hasznosítása céljából létrehozott gazdálkodószervezet egyik vezetőjeként Pétervári Zsolt a 2013-2016 közötti időszakban zömében Pécsett tevékenykedik. A baranyai megyeszékhely gazdasági alpolgármesterével és főépítészével folytatott rendszeres egyeztetéseken a befektetői kör képviseletében jár el másodmagával. Emellett a pécsi városházának és a helyi püspökségnek véleményezésre egyaránt benyújtott - végül csak részlegesen megvalósuló - projektkoncepció kidolgozásáért felelős szakmai vezető. A bőrgyár egykori telephelyét unikális kulturális és oktatási centrumként, valamint multifunkcionális szolgáltatóközpontként újrapozicionáló koncepció jegyében a Pécsi Tudományegyetem hallgatói önkormányzatával (PTE HÖK) kooperálva szervezett (egyúttal innovatív Facebook-kampánnyal marketingelt) bőrgyári diákfesztivál egyik ötletgazdája és főszervezője 2014 őszén. Ezzel párhuzamosan az amerikai hátterű Indotek Csoport felkérésére az akkortájt az ingatlanfejlesztő vállalat portfóliójába tartozó – az előző fejlesztő által évekkel korábban félbehagyott – váci plázaépület új fejlesztési koncepciójának kidolgozásával megbízott projektmenedzser, valamint a városvezetői szintű egyeztetéseket lefolytató megbízott.
A Veszprém megyében működő Báró Wesselényi Miklós Alapítványi Általános Iskola, Gimnázium és Technikum UNESCO társult iskolává való minősítését az irányítása alatt álló munkacsoport vitte sikerre 2015 folyamán. A projekt eredménynek hála a térségi közoktatási intézmény az ENSZ szakosított oktatási szervezetének hivatalos szerződéses partnerévé vált.
2016-ban a rá nehezedő jelentős nyomás ellenére a médianyilvánosság elé tárta egy jelentős pályázati csalássorozat részleteit. Az országos médiában nagy port kavaró – a gyanú szerint az MNB alapítványok pályázati forrásainak megcsapolására szakosodott – társaság ügyében a nyomozást elrendelte az illetékes megyei rendőrkapitányság, majd az ügy a gyanúsítási szakba is eljutott. Habár az MNB alapítványok számára leadott pályázatokban bizonyítottan számos valótlan adat szerepelt, valamint a pályázati források egy része is szabálytalanul került felhasználásra, vádemelésre – vélhetően hivatali nyomás folytán – végül nem kerülhetett sor. Az MNB illetékesei mindezzel párhuzamosan polgári peres eljárást indítottak a társaság ellen a szóban forgó (nem a rendeltetési cél szerint felhasznált) pályázati források visszaszerzése érdekében, azonban az okozott kár megtérüléséről mindeddig nincs hír. Végül a visszaélésekről szóló országos sajtóhírek miatti bizalomvesztésből kifolyólag a projektgazda társaság érdekeltségi körébe tartozó (egyébként soha meg nem nyíló) oktatási intézményt az illetékes önkormányzat eltávolította a sümegi telephelyéről. 2019 óta a Veszprém Városi TV és Lapkiadó Kft felügyelőbizottsági tagja.
Pétervári Zsolt 2017 eleje óta a hazai gazdasági szférában tevékenykedik pályázati projektmenedzserként. Többek között az Országos Horgászati Hálózati Program – OHHP – szakmai kidolgozását és megvalósítását koordinálja. Emellett a BME balatonfüredi science park fejlesztésén tevékenykedő projektmenedzser. Ezzel párhuzamosan szerepet vállal Magyarország számítástechnika-történetének egyik legjelentősebb volumenű informatikai fejlesztésében, melynek keretében a 700 ezres taglétszámmal rendelkező MOHOSZ ügyviteli, nyilvántartási, jegyértékesítési rendszere teljes egészében digitalizálásra kerül. Ezen utóbbi (hozzávetőlegesen 5 év alatt kivitelezett) informatikai fejlesztéssorozat elnevezése: HORINFO-projekt. Pétervári Zsolt az ország egyik első akkreditált innovációs klaszterét létrehozó, valamint létrejötte óta annak fenntartó szervezeteként működő Rendszertudományi Innovációs Központ (RIK) Zrt keretében megvalósuló projektek menedzsmentjét is ellátja 2017 elejétől fogva. A RIK Zrt által koordinált klaszternek több hazai egyetem és akadémiai kutatóintézet is alapító tagja számos IT vállalkozás mellett.

## Tudományos publikációi, konferencia-előadásai
Pétervári Zsolt neve szerzőként szerepel az Amerikai Egyesült Államok Kongresszusi Könyvtárának szerzői adattárában. Műveit egyaránt forgalmazza a Libri, a Líra, a Bookline, valamint az Antikvárium.hu online könyvkereskedelmi felülete. A szövetkezeti modellekről szóló kétrészes tudományos közleménye szerepel a Szegedi Tudományegyetem (SZTE), a Károli Gáspár Református Egyetem és a Magyar Tudományos Akadémia (MTA) publikációs nyilvántartásában. 2013-ban jelentős egzisztenciális kockázatokat vállalva (A korlátlan hatalom hálózata címmel) tanulmányt jelentet meg a Magyar Polip – A posztkommunista maffiaállam c. tanulmánykötetben, melyben a '80-as évek végétől kezdődően egészen napjainkig elemzi a magyar pártoligarchia formálódását és annak működési mechanizmusait. Rendszeres előadója volt 2013-2016 között a Báthory-Brassai Nemzetközi Interdiszciplináris Konferenciának az Óbudai Egyetemen (az előadásanyagok az évenkénti konferenciakötetekben is megjelentek). A Partiumi Keresztény Egyetem több nemzetközi konferenciáján is előadott 2016 folyamán gazdaságtudományi tárgykörben. 2015-2016-ban a Wekerle Sándor Főiskola J. H. Newman Intézet által kiadott Jövőegyetem-könyvsorozat egyik szerkesztője, több könyvbemutató konferencia előadója.
A Galló Béla politikatudós főszerkesztésével megjelenő Egyenlítő, majd Új Egyenlítő c. társadalomtudományi folyóirat szerkesztőbizottságának tagja 2013-2015 között, emellett a folyóirat rendszeres szerzője. Galló Béla a Rubicon történettudományi szakfolyóirat 2025/3. lapszámában Nómenklatúraburzsoázia - Komprádor menedzserréteg c. elemzésében  Pétervári Zsolt korábban a Magyar Hüperión folyóiratban és a Magyar Hang Online felületén egyaránt közölt hazai vonatkozású államadósság-kutatási eredményeit idézi és méltatja.
A szerző tudományos igényességű tanulmányait és elemzéseit százas nagyságrendben tartalmazza a Magyar Tudományos Művek Tára (MTMT). A fentieken túlmenően tudományos és szépirodalmi publikációinak száma meghaladja a százat, emellett több tanulmánykötet szerkesztője is volt. Ezek közül a legolvasottabbak, illetve legismertebbek az alábbiak:
- Korszerű szövetkezeti ismeretek; szerk Pétervári Zsolt, 2016. (Jövőegyetem-könyvek, a Wekerle Sándor Főiskola hivatalos felsőoktatási segédanyaga)[94]
- A korlátlan hatalom hálózata (a tanulmány a Magyar Bálint által szerkesztett, 2013 őszén a Noran Libro Kiadónál megjelent Magyar polip című kötetben került közlésre, valamint a CEU Press jóvoltából másodkiadása az Amerikai Egyesült Államokban angol nyelven is megvalósult),[95]
- A körbezárt politika, szerk. Novák Zoltán, Csizmadia Ervin, Pétervári Zsolt; Méltányosság Politikaelemző Központ-L'Harmattan, Budapest 2009 (Méltányosság-könyvek, L'Harmattan Kiadó)[96]
- Konszenzus és küzdelem; szerk. Novák Zoltán, Pétervári Zsolt, Szentpéteri Nagy Richard; Méltányosság Politikaelemző Központ–L'Harmattan, Budapest, 2008 (Méltányosság-könyvek, L'Harmattan Kiadó)[97]

A szerző fontosabb írásainak gyűjteménye a Hírvonal portálon is hozzáférhető.

## Tudománymenedzseri és kultúraszervezési munkássága
2009-től kezdődően Szíria állam budapesti nagykövetségének kulturális attaséja (Hassan Nabil) felkérésére külső szakértőként számos országértékelő tanulmányt készít hazánk viszonyairól a bilaterális felsőoktatási és kulturális kooperációk további elmélyítése céljából, azonban az időközben kirobbanó szír polgárháború okán 2012-ben hazarendelt nagykövetség bezárása folytán az együttműködés keretében addig előkészített projektek felfüggesztésre kerültek. 2012-2013-ban az általa résztulajdonolt tanácsadócég részt vállalt egy újságíró-oktatásra specializálódó akkreditált felnőttképzési intézmény alapításában Budapesten. A Belvárosban a Nádor utcában kialakított saját tulajdonú edukációs komplexum (oktatóközpont, szakkönyvtár, élő adás sugárzására alkalmas műholdas közvetítőkocsi és korszerűen felszerelt tanstúdió) keretei között szerkesztő riporterek és operatőrök ún. emelt szintű OKJ-képzése valósult meg. Az egyévnyi kurzus elvégzése esetén a továbbtanulni vágyó diákok automatikusan többletpontokat szereztek felsőoktatási felvételi jelentkezésük során. Az akkreditált kommunikációs kurzus vizsgabizottságában az Oktatási Hivatal delegált vizsgabiztosai is rendre képviseltették magukat. Pétervári Zsolt képzőként, vizsgabizottsági tagként és akkreditáló munkatársként egyaránt részt vállalt a képzőintézmény működtetésében. A képzés keretében a végzős hallgatók által elkészített vizsgafilmek a képző intézmény szervezte amatőr dokumentum-filmfesztiválon kerültek bemutatásra a nagyközönség számára az Uránia Nemzeti Filmszínházban. A zsűri elnökségét Sára Sándor Kossuth-díjas filmrendező, a Nemzet Művésze, MMA-akadémikus látta el. A díjazott vizsgafilmeket több kerületi televíziócsatorna műsorára tűzte a későbbiekben a képzőintézmény közbenjárásának hála. 2012-től 2017-ig összességében százas nagyságrendben közvetít költségtérítéses hallgatókat a harmadik világból hazánk több felsőoktatási intézményébe a Magyar Afrika Társaság, a Líbiai-Magyar Egyesület, az azóta megszűnt Tiszteletbeli Konzuli Testület (TKTE), valamint több Budapesten működő nagykövetség és konzulátus (pl. Egyiptom, Líbia, Szíria, Nigéria) hivatalos állami ösztöndíjprogramjának partnereként. A Panoráma Világklub szervezésében Budapesten évente megrendezésre kerülő Magyarok Világtalálkozója elnevezésű nemzetközi rendezvénysorozat korabeli sajtófőnökének felkérésére 2012-2013-ban a szervezeten belüli magyar-afrikai partnerkapcsolatok referenseként működik közre a Világklub hálózatának fejlesztésében. Az általa ekkortájt a Világklubba bevont előadók és fellépők önkéntesen vállalt kulturális munkásságáról hírt adtak a szervezethez kötődő globális hírforrások (Kanadai Magyarság, Panoráma Világmagazin). 2015-2016-ban a tanulmányait anno többek között a párizsi Sorbonne Egyetemen végző, azonban akkortájt már évek óta a Rómában lévő Pápai Lateráni Egyetem világhírnévre szert tevő teológus tanáraként működő belga származású professzor-asszony (Marguerite M. Peters) gendertudományág-ellenes előadássorozatát sikerrel hazánkba invitáló tudományos szervező bizottság tagja. A Peters professzor által nagy érdeklődés mellett megtartott budapesti és vidéki szabadegyetemek előadásait tartalmazó hiánypótló hazai tanulmánykötet kiadását lehetővé tevő MNB-pályázatok projektmenedzsere (a többek között a SYMA-csarnokban megtartott rendezvények fő médiapartnere a Magyar Kurír c. katolikus hírportál és az Echo TV volt). A Nyugat kulturális forradalmának globalizációja c. kötet a 2016-os Szent István Könyvhét keretében került bemutatásra Budapesten. Szintén a 2015-2016-os esztendők folyamán a hazánk első közösségi főiskolájának (KFKK) engedélyeztetési eljárását az Oktatási Hivatalnál sikerre vivő szervezőbizottság tagja a projektbe bevont felsőoktatási intézmények (Wekerle Sándor Főiskola, Nyíregyházi Egyetem) szakmai partnereként. A létrehozott felsőoktatási intézmény társadalmi szenátusában a kezdeményezők felkérését elfogadva tagsági szerepet vállalt – az e célból több rendezvény keretében hazánkba látogató – Michael Nobel orvosprofesszor, aki Nobel-leszármazottként a Nobel-díj Bizottság tagja.

## Fontosabb esszéi, elemzései
- Pétervári Zsolt tanulmányai a Magyar Hang Online felületén[104]
- Pétervári Zsolt gazdasági szakújságíróként publikált elemzései a Piac és Profit c. gazdasági szakportálon[105]
- Pétervári Zsolt összes elemzése az ÉS-ben[106]
- Pétervári Zsolt: Az atlétikai VB a keleti nyitás ékköve? (Piac és Profit, 2023.08.22.)[107]
- Pétervári Zsolt: Gazdasági csoda Japánban (Piac és Profit, 2023.08.14.)[108]
- pétervári Zsolt: Kell-e nekünk az euróövezeti tagság? (Piac és Profit, 2023.08.10.)[109]
- Pétervári Zsolt: Mitől sziklaszilárd az orbánizmus? (Piac és Profit, 2023.08.05.)[110]
- Pétervári Zsolt. Orbán modellváltása (Piac és Profit, 2023.07.31.)[111]
- Pétervári Zsolt: A háború és az infláció történelmi kapcsolata (Piac és Profit, 2022.11.01.)[112]
- Pétervári Zsolt: Jóhiszemű tévedések (ÉS, 2022.07.29.)[113]
- Pétervári Zsolt: Oroszhon védelmében (ÉS, 2022.05.27.)[114]
- Pétervári Zsolt: A nyugalom ereje (ÉS, 2021.08.19.)[115]
- Pétervári Zsolt: Járványszerű digitalizáció (ÉS, 2020.08.28.)[116]
- Pétervári Zsolt: Csere félidőben (ÉS, 2020.07.03.)[117]
- Pétervári Zsolt: A főpénztárnok lázadása (ÉS, 2015.04.24.)[118]
- Pétervári Zsolt: Prezidenciális Magyarország (ÉS, 2015.02.20.)[119]
- Pétervári Zsolt: Bonapartizmus a köbön (ÉS, 2014.10.05.)[120]
- Pétervári Zsolt: 2022, Avagy egyszer kell nyerni, de akkor nagyon (ÉS, 2014.08.08.)[121]
- Pétervári Zsolt: A föderatív EU és Köztes-Európa jövője (ÉS, 2013.10.11)[122]
- Pétervári Zsolt: A hangos többség csendes koalíciója. ÉLET ÉS IRODALOM, 2013. május 24. (Hozzáférés: 2019. augusztus 13.); számos egyéb írása is megjelent e hetilapban[123]
- Pétervári Zsolt: Korszakváltás: Ázsia lesz a centrumban. hvg.hu, 2008. október 28. (Hozzáférés: 2019. augusztus 13.)
- Pétervári Zsolt: Kiadási plafon a költségvetésben? Csak azt ne!. hvg.hu, 2008. október 7. (Hozzáférés: 2019. augusztus 13.), egyéb írásai is megjelentek e hetilapban[124]
- Pétervári Zsolt: A Fidesz-művek meghaladásáról. https://mandiner.hu/, 2013. augusztus 2. (Hozzáférés: 2019. augusztus 13.)
- Pétervári Zsolt: Érdekkijárás és díszletpolitika (HVG – 2009. január 22. )[125]
- Pétervári Zsolt: Megéri-e bennmaradnunk a NATO-ban? (Azonnali, 2019.szeptember 6.)[126][127]
- Pétervári Zsolt írásai az Azonnali.hu portálon:[128]
- Emellett számos hivatkozással, recenzióval is rendelkezik rangos kutatási adatbázisokban, országos sajtótermékekben és közismert hírportálokon.[129][130][131][132][133][134][135][136][137][138][139][140][141][142][143]

## Szépirodalmi tevékenysége és díjai
2015-ben a Gyarapodó Magyarországért Alapítvány esszépályázatán harmadik helyezésben részesítették, a díjat a Képviselői Irodaház épületében díszfogadás keretében adták át számára. 2017-ben a Kortárs művészeti folyóirat esszépályázatának első helyezettje lett, valamint még abban az évben a Kortárs értekezés-pályázatának második helyezését is elnyerte, mindkét szóban forgó pályaművét megjelentette a Kortárs 2018 folyamán, a díjakat az Írószövetségben adták át díszfogadás keretében.
2019 januárjában a Magyarországi Unitárius Egyház drámapályázatán pályaműve 1. díjazásban részesült. A drámát az Unitárius Közlöny és az Előretolt Helyőrség részletekben nyomtatásban jelenteti meg.
2020 augusztusában az illetékes minisztérium kijelölte szakmai kuratórium javaslatára a Petőfi Irodalmi Múzeumtól (PIM) Örkény István drámaírói díjban részesült.
2021-ben Jókai-díjat kapott. Még abban az évben a Kortárs folyóirat összevon július-augusztusi lapszáma teljes terjedelmében közölte a rendszerváltozásról szóló (Öncsalás című) drámáját.
Fontosabb szépirodalmi művei:
- Európa szíve és keserű hátországa (Kortárs, 2018/02)[153]
- A virtuális nomádkor digitális civilizációja (Kortárs, 2018/04)[154]
- A költészet 21. századi forradalma (Kortárs, 2019/11.)[155]
- Öncsalás (Kortárs, 2021/7-8.)[156]

A fenti - jelentékenyebbnek ítélt - szépirodalmi műveit tartalmazza az Országos Széchenyi Könyvtár (OSZK) archívuma. 2021 óta a Miniszterelnökség által nyilvántartásba vett, engedélyszámmal ellátott forgatókönyvíró. 2022 óta a Vörösmarty Társaság által kiadott - Vár címet viselő - országos terjesztésű kulturális és művészeti folyóirat rendszeres szerzője, ahol Az ellenállás joga c. történelmi drámája közreadásával debütált.

## Egyéb elismerések, tagságok
- 2012-ben tudományos tevékenységéért a Máltai Lovagrend bronzmedáljával tüntették ki.[160]
- 2008-ban a Kelemen Gyula Alapítvány kutatói díjában részesült, melynek köszönhetően a magyar választástörténetet kutathatta.[160]
- 2007-ben és 2008-ban az Antall József Alapítvány kutatói díjában részesült, melynek révén az angolszász konzervativizmus társadalompolitikáját, gazdaságfilozófiáját és eszmerendszerét kutathatta.[160]
- Pétervári Zsolt tagja a rendezvényeit rendszerint Magyar Tudományos Akadémia (MTA) székházában tartó, valamint báljait a Pesti Mulatóban rendező Széchenyi Társaságnak, emellett tagja a MABEOSZ-nak, valamint publicisztikai és oknyomozó tevékenysége elismeréseként újságíró igazolvánnyal rendelkező rendes tagja a Magyar Újságíró Szövetségnek (MÚOSZ).[161]
- Pétervári Zsolt 2023 végén a Magyar Tartalékosok Szövetsége (MATASZ) Mesterséges Intelligencia és Drón Tagozat tagjává vált.[162]